# Phalangochilus luteipes
Phalangochilus luteipes is een hooiwagen uit de familie Gonyleptidae.